# Zikanapis foersteri
Zikanapis foersteri là một loài Hymenoptera trong họ Colletidae. Loài này được Moure & Seabra mô tả khoa học năm 1962.